# Bugeat
Bugeat település Franciaországban, Corrèze megyében. Lakosainak száma 741 fő (2022. január 1.). Bugeat Bonnefond, Gourdon-Murat, Pérols-sur-Vézère, Saint-Merd-les-Oussines, Tarnac, Toy-Viam és Viam községekkel határos.

## Népesség
A település népességének változása:
| Lakosok száma | 1100 | 1055 | 1063 | 936  | 851  | 829  | 803  | 793  | 785  | 741  |
|               | 1968 | 1982 | 1990 | 2006 | 2013 | 2015 | 2017 | 2019 | 2020 | 2022 |